# Carlos Correia
Carlos Correia (ur. 6 listopada 1933 w Bissau, zm. 14 sierpnia 2021) – gwinejski polityk, czterokrotny premier Gwinei Bissau w latach 1991–1994, 1997–1998, w 2008 oraz 2015–2016.

## Życiorys
Był wieloletnim członkiem PAIGC (Partido Africano da Independência da Guiné e Cabo Verde), Afrykańskiej Partii Niepodległości Gwinei i Wysp Zielonego Przylądka, rządzącej krajem od uzyskania niepodległości do 1999. W latach 70. XX w. pełnił funkcję ministra finansów w rządzie pierwszego premiera, Francisca Mendèsa. Po zniesieniu urzędu premiera w latach 80. XX w., Correia wchodził w skład biura politycznego PAIGC, a w Radzie Państwie był odpowiedzialny za rolnictwo i rybołówstwo.

### Premier 1991–1994
Po przywróceniu funkcji szefa rządu, Carlos Correia zajął ten urząd 27 grudnia 1991 i zajmował go 26 października 1994, kiedy po wyborach parlamentarnych z lipca 1944 zastąpił go Manuel Saturnino da Costa (również z partii PAIGC).

### Premier 1997–1998
Po raz drugi objął fotel szefa rządu 6 czerwca 1997, po dymisji premiera Costy. W październiku 1997 Sąd Najwyższy orzekł, iż jego nominacja odbyła się w sposób niekonstytucyjny z powodu braku konsultacji z parlamentem. Tydzień później parlament zatwierdził go na stanowisku.
Jego druga kadencja została przesłonięta przez zamach stanu z czerwca 1998, dokonany przez generała Ansumane Mané. Mané 7 czerwca 1998 przejął kontrolę nad Bissau, domagając się usunięcia prezydenta João Bernardo Vieiry, który dzień wcześniej odsunął go ze stanowiska szefa sztabu. Walki rozlały się na cały kraj, powodując duże zniszczenia i wojnę domową. 1 listopada 1998 obie strony podpisały porozumienie w Abudży w Nigerii, zgadzając się na powołanie rządu jedności narodowej i przeprowadzenie wyborów parlamentarnych do marca 1999. 3 grudnia 1998 nowym premierem rządu jedności narodowej został Francisco Fadul.

### Działalność 1999–2008
W maju 1999 prezydent Vieira został obalony przez rebeliantów, gdyż zamierzał przesunąć wybory parlamentarne z marca na koniec grudnia 1999. W listopadzie 1999 zorganizowano wolne wybory generalne, które wygrał Kumba Ialá. Carlos Correia 27 lipca 1999 został oskarżony o podburzanie do działań zbrojnych i finansowe wspieranie prezydenta Vieiry i zatrzymany na krótki czas. We wrześniu 1999 został wydalony z partii PAIGC.
W lutym 2000, razem z czterema byłymi ministrami, został aresztowany i oskarżony o wydanie obligacji państwowych bez zgody parlamentu trzy lata wcześniej. Został zwolniony za kaucją, a w czerwcu 2003 sąd oczyścił go z wszystkich zarzutów. W lutym 2003 został aresztowany pod zarzutem egzekucji 4 osób w czasie nieudanego zamachu w 1986, jednak po czterech dniach został uwolniony.

### Działalność od 2008
5 sierpnia 2008 prezydent João Bernardo Vieira rozwiązał parlament, z powodu upadku koalicji rządowej. Z koalicji trzech partii rządzących, miesiąc wcześniej wycofała się partia PAIGC, mająca najwięcej miejsc w parlamencie. Rozwiązanie parlamentu spowodowało natychmiastową dymisję dotychczasowego rządu premiera Ndafy Kabiego. Tego samego dnia prezydent Vieira nowym szefem rządu mianował Carlosa Correię, który miał zajmować to stanowisko do czasu wyborów parlamentarnych w listopadzie 2008. Po wyborach parlamentarnych, 25 grudnia 2008 na stanowisku szefa rządu zastąpił go Carlos Gomes Júnior, lider Afrykańskiej Partii na rzecz Niepodległości Gwinei i Zielonego Przylądka (PAIGC), która wygrała wybory.
17 września 2015 prezydent José Mário Vaz powołał go na stanowisko premiera rządu po uprzedniej dymisji premiera Baciro Djá.